# Kleist-Preis
Der Kleist-Preis ist ein deutscher Literaturpreis.

## Erste Epoche
Der Preis wurde erstmals 1912 anlässlich des 101. Todestages von Heinrich von Kleist auf Anregung von Fritz Engel (1867–1935), Redakteur des Berliner Tageblatts, durch die Kleist-Stiftung vergeben. Zweck der Stiftung:
„Ehrengaben aufstrebenden und wenig bemittelten Dichtern deutscher Sprache, Männern und Frauen, zu gewähren.“
Den Gründungsaufruf unterzeichneten 59 namhafte Persönlichkeiten des deutschen Sprachraums, darunter
Otto Brahm,
Richard Dehmel,
Fritz Engel,
Maximilian Harden,
Hugo von Hofmannsthal,
Fritz Mauthner,
Walter Rathenau,
Max Reinhardt,
Arthur Schnitzler,
Hermann Sudermann,
Theodor Wolff.
Angeregt von Richard Dehmel, beschloss bereits vor der ersten Verleihung der satzungsgemäß befugte mehrköpfige Kunstrat der Stiftung, nicht mit Stimmenmehrheit zu entscheiden, „vielmehr soll […] die endgültige Entscheidung für je ein Jahr ausschließlich bei einem einzigen Vertrauensmann liegen.“ Zur Begründung: Der Kleistpreis soll neue und ungewöhnliche Begabungen unterstützen. Mehrheiten entscheiden sich für das Durchschnittstalent, das es allen recht macht. „Nur ein einzelner kann sich rücksichtslos für das Außerordentliche einsetzen.“
Der Kleist-Preis war die bedeutendste literarische Auszeichnung der Weimarer Republik.
Die Kleist-Stiftung wurde 1933/1934 unter ungeklärten Umständen aufgelöst.

### Preisträger
| Jahr | Preisträger              | Ausgezeichnete(s) Werk(e)                               | Vertrauensperson    |
| ---- | ------------------------ | ------------------------------------------------------- | ------------------- |
| 1912 | Hermann Burte            | Wiltfeber                                               | Richard Dehmel      |
| 1912 | Reinhard Sorge           | Der Bettler, eine dramatische Sendung                   | Richard Dehmel      |
| 1913 | Hermann Essig            | Der Held vom Wald                                       | Jakob Schaffner     |
| 1913 | Oskar Loerke             | Wanderschaft                                            | Jakob Schaffner     |
| 1914 | Hermann Essig            | Des Kaisers Soldaten                                    | Arthur Eloesser     |
| 1914 | Fritz von Unruh          | Louis Ferdinand Prinz von Preußen                       | Arthur Eloesser     |
| 1915 | Robert Michel            | Die Häuser an der Džamija                               | Paul Wiegler        |
| 1915 | Arnold Zweig             | Ritualmord in Ungarn                                    | Paul Wiegler        |
| 1916 | Heinrich Lersch          | Die große Schmiede                                      | Karl Strecker       |
| 1916 | Agnes Miegel             | Künstler                                                | Karl Strecker       |
| 1917 | Walter Hasenclever       | Antigone                                                | Bernhard Kellermann |
| 1918 | Leonhard Frank           | Der Mensch ist gut                                      | Heinrich Mann       |
| 1918 | Paul Zech                | An Heinrich von Kleist                                  | Heinrich Mann       |
| 1919 | Dietzenschmidt           | Christopher (Drama) & König Tod (Novellenband)          | Franz Servaes       |
| 1919 | Kurt Heynicke            | Das namenlose Angesicht. Rhythmen aus Zeit und Ewigkeit | Franz Servaes       |
| 1920 | Hans Henny Jahnn         | Pastor Ephraim Magnus                                   | Oskar Loerke        |
| 1921 | Paul Gurk                | Thomas Münzer                                           | Julius Bab          |
| 1922 | Bertolt Brecht           | Trommeln in der Nacht, Baal & Im Dickicht               | Herbert Ihering     |
| 1923 | Wilhelm Lehmann          | Weingott                                                | Alfred Döblin       |
| 1923 | Robert Musil             | Die Schwärmer                                           | Alfred Döblin       |
| 1924 | Ernst Barlach            | Die Sündflut                                            | Fritz Strich        |
| 1925 | Carl Zuckmayer           | Der fröhliche Weinberg                                  | Paul Fechter        |
| 1926 | Alexander Lernet-Holenia | Österreichische Komödie, Ollapotrida & Demetrius        | Bernhard Diebold    |
| 1926 | Alfred Neumann           | Der Teufel                                              | Bernhard Diebold    |
| 1927 | Gerhard Menzel           | Tobboggan                                               | Monty Jacobs        |
| 1927 | Hans Meisel              | Torstenson                                              | Monty Jacobs        |
| 1928 | Anna Seghers             | Aufstand der Fischer von St. Barbara & Grubetsch        | Hans Henny Jahnn    |
| 1929 | Alfred Brust             | Die verlorene Erde                                      | Wilhelm von Scholz  |
| 1929 | Eduard Reinacher         | Der Bauernzorn                                          | Wilhelm von Scholz  |
| 1930 | Reinhard Goering         | Die Südpolexpedition des Kapitäns Scott                 | Ernst Heilborn      |
| 1931 | Ödön von Horváth         | Sämtliche dramatische Dichtungen                        | Carl Zuckmayer      |
| 1931 | Erik Reger               | Union der festen Hand                                   | Carl Zuckmayer      |
| 1932 | Richard Billinger        | Rauhnacht                                               | Erich Ziegel        |
| 1932 | Else Lasker-Schüler      | Dichterisches Lebenswerk                                | Erich Ziegel        |

## Der erneuerte Kleistpreis
1985 wurde auf der Jahrestagung der 1960 neu gegründeten Heinrich-von-Kleist-Gesellschaft beschlossen, den Preis wieder zu vergeben. Auch in der erneuerten Stiftung entscheidet eine jährlich bestimmte Vertrauensperson darüber, wem der Preis zuerkannt wird. Zwischen 1994 und 2000 wurde der Preis nur jedes zweite Jahr vergeben, seitdem wieder jährlich. Die Preissumme von 20.000 Euro (Stand 2023) wird von der Verlagsgruppe Georg von Holtzbrinck, dem Beauftragten der Bundesregierung für Angelegenheiten der Kultur und der Medien, der Senatsverwaltung für Wissenschaft und Forschung (Berlin) und dem Ministerium für Wissenschaft, Forschung und Kultur des Landes Brandenburg gestiftet (Stand Frühjahr 2023).

### Preisträger
| Jahr | Preisträger             | Ausgezeichnetes Werk                                        | Vertrauensperson         |
| ---- | ----------------------- | ----------------------------------------------------------- | ------------------------ |
| 1985 | Alexander Kluge         | Die Macht der Gefühle                                       | Helmut Heißenbüttel      |
| 1986 | Diana Kempff            | Der Wanderer                                                | Joachim Kaiser           |
| 1987 | Thomas Brasch           | Robert, ich, Fastnacht und die anderen (Hörspiel)           | Christa Wolf             |
| 1988 | Ulrich Horstmann        |                                                             | Günter Kunert            |
| 1989 | Ernst Augustin          | Der amerikanische Traum                                     | Adolf Muschg             |
| 1990 | Heiner Müller           | Hamletmaschine                                              | Beatrice von Matt        |
| 1991 | Gaston Salvatore        | Lektionen der Finsternis                                    | Hans Magnus Enzensberger |
| 1992 | Monika Maron            | Stille Zeile Sechs                                          | Marcel Reich-Ranicki     |
| 1993 | Ernst Jandl             | Gesamtes Lebenswerk                                         | Ulrich Weinzierl         |
| 1994 | Herta Müller            | Herztier                                                    | Walter Hinck             |
| 1996 | Hans Joachim Schädlich  | Der Kuckuck und die Nachtigall                              | Ruth Klüger              |
| 1998 | Dirk von Petersdorff    | Wie es weitergeht & Zeitlösung                              | Lars Gustafsson          |
| 2000 | Barbara Honigmann       | Alles, alles Liebe!                                         | Luc Bondy                |
| 2001 | Judith Hermann          | Sommerhaus, später                                          | Michael Naumann          |
| 2002 | Martin Mosebach         | Eine lange Nacht, Der Nebenfürst & Das Grab der Pulcinellen | Brigitte Kronauer        |
| 2003 | Albert Ostermaier       | Vatersprache                                                | Andrea Breth             |
| 2004 | Emine Sevgi Özdamar     | Seltsame Sterne starren zur Erde. Wedding – Pankow 1976/77  | Hermann Beil             |
| 2005 | Gert Jonke              | Seltsame Sache & Die versunkene Kathedrale                  | Jürgen Flimm             |
| 2006 | Daniel Kehlmann         | Ich und Kaminski & Die Vermessung der Welt                  | Uwe Wittstock            |
| 2007 | Wilhelm Genazino        | Mittelmäßiges Heimweh                                       | Ulrich Matthes           |
| 2008 | Max Goldt               | Gesamtes Werk                                               | Daniel Kehlmann          |
| 2009 | Arnold Stadler          | Einmal auf der Welt. Und dann so                            | Péter Esterházy          |
| 2010 | Ferdinand von Schirach  | Verbrechen                                                  | Bernd Eilert             |
| 2011 | Sibylle Lewitscharoff   | Blumenberg                                                  | Martin Mosebach          |
| 2012 | Navid Kermani           | Gesamtes Werk                                               | Norbert Lammert          |
| 2013 | Katja Lange-Müller      | Gesamtes Werk                                               | Nike Wagner              |
| 2014 | Marcel Beyer            | Gesamtes Werk                                               | Hortensia Völckers       |
| 2015 | Monika Rinck            | Gesamtes Werk                                               | Heinrich Detering        |
| 2016 | Yōko Tawada             |                                                             | Ulrike Ottinger          |
| 2017 | Ralf Rothmann           |                                                             | Hanns Zischler           |
| 2018 | Christoph Ransmayr      |                                                             | László F. Földényi       |
| 2019 | Ilma Rakusa             |                                                             | Yōko Tawada              |
| 2020 | Clemens J. Setz         |                                                             | Daniela Strigl           |
| 2022 | Esther Kinsky           |                                                             | Paul Ingendaay           |
| 2023 | Thomas Kunst            |                                                             | Feridun Zaimoglu         |
| 2024 | Sasha Marianna Salzmann |                                                             | Samira El Ouassil        |
| 2025 | Daniela Seel            |                                                             | René Aguigah             |

### Aktuelle Diskussion
Im Verständnis der Kleist-Stiftung ist der Preis eine „Ehrengabe“. Sie soll nach Satzung der Kleist-Stiftung von 1912 an „aufstrebende und wenig bemittelte Dichter deutscher Sprache“ gehen. Am erneuerten Kleist-Preis wird neuerdings kritisiert, er sei überwiegend, wenn nicht gar ausschließlich an Autoren vergeben worden, die bereits mit Erfolg hervorgetreten waren. Gewiss verdienten die meisten eine Auszeichnung, aber eben nicht den Kleist-Preis.